# 蜜雪兒·巴舍萊
贝罗妮卡·米歇尔·巴切莱特·赫里亚（西班牙語：Verónica Michelle Bachelet Jeria，西班牙語：[beˈɾonika miˈtʃel βatʃeˈlet ˈxeɾja]；1951年9月29日—），智利政治人物，曾兩度出任智利總統，一任联合国人权事务高级专员。她是智利第一位女總統，2005年及2013年兩次當選總統。

## 生平背景
巴切莱特曾祖父是来自法國沙萨涅蒙拉谢的葡萄酒商，1860年与他的巴黎妻子移民到智利。巴切萊生于智利首都圣地亚哥。父親是智利前總統萨尔瓦多·阿连德的幕僚阿尔韦托·巴切莱特空军少将，母亲安赫拉·赫里亚是考古学家。
1970年，她进入智利大学医学系学习，同年参加左派的智利社会党，作为学生领导人组织学生运动。
1973年，右翼軍人奥古斯托·皮诺切特發動軍事政變掌權後，其父遭到下獄，在獄中惨遭迫害致死。1975年巴切萊與母親遭到军政府情报机构拘捕，被囚禁在刑求所兩週，母女倆後來逃往澳大利亚，輾轉來到民主德国，并在柏林洪堡大学继续攻读医学。
1979年回国后，巴切莱特继续学业。1996年至1998年间，她还先后在国立政治和战略研究学院及美国泛美防务学校进修了军事学的课程。

## 政治生涯

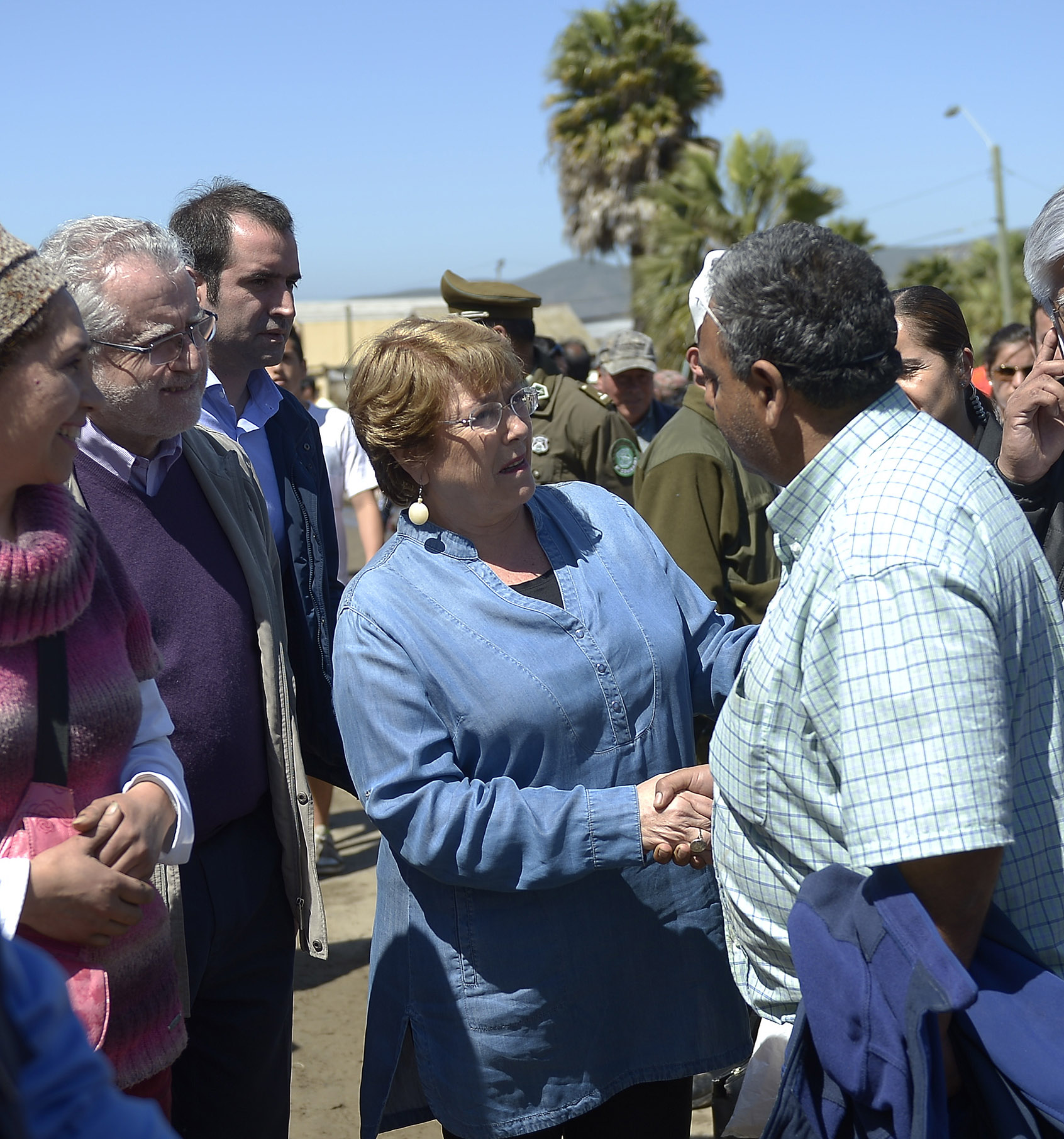
巴切莱特在2015年伊亚佩尔地震發生一天後訪問受災地區

1990年智利军政府还政于民后，巴切莱特先后在中左派民选政府的卫生部和国防部担任顾问。2000年，巴切莱特出任卫生部长。2002年，她成为智利首位女国防部长。

### 第一任總統：2006－2010
2006年1月16日在第二轮总统选举中，巴切莱特击败竞争对手、右翼的塞巴斯蒂安·皮涅拉，成為智利第一位，也是南美洲第一位、拉丁美洲第三位女性民選總統。她于3月11日宣誓就职，任期4年。
2008年5月，擔任南美洲國家聯盟輪值主席。
2010年2月27日，在她卸任前幾週，2010年智利大地震爆發。2010年3月11日卸任時，仍獲得超過80%的支持率。

### 联合国妇女權能署
2010年9月，联合国秘书长潘基文任命巴切莱特为联合国妇女權能署负责人。

### 再次當選总统

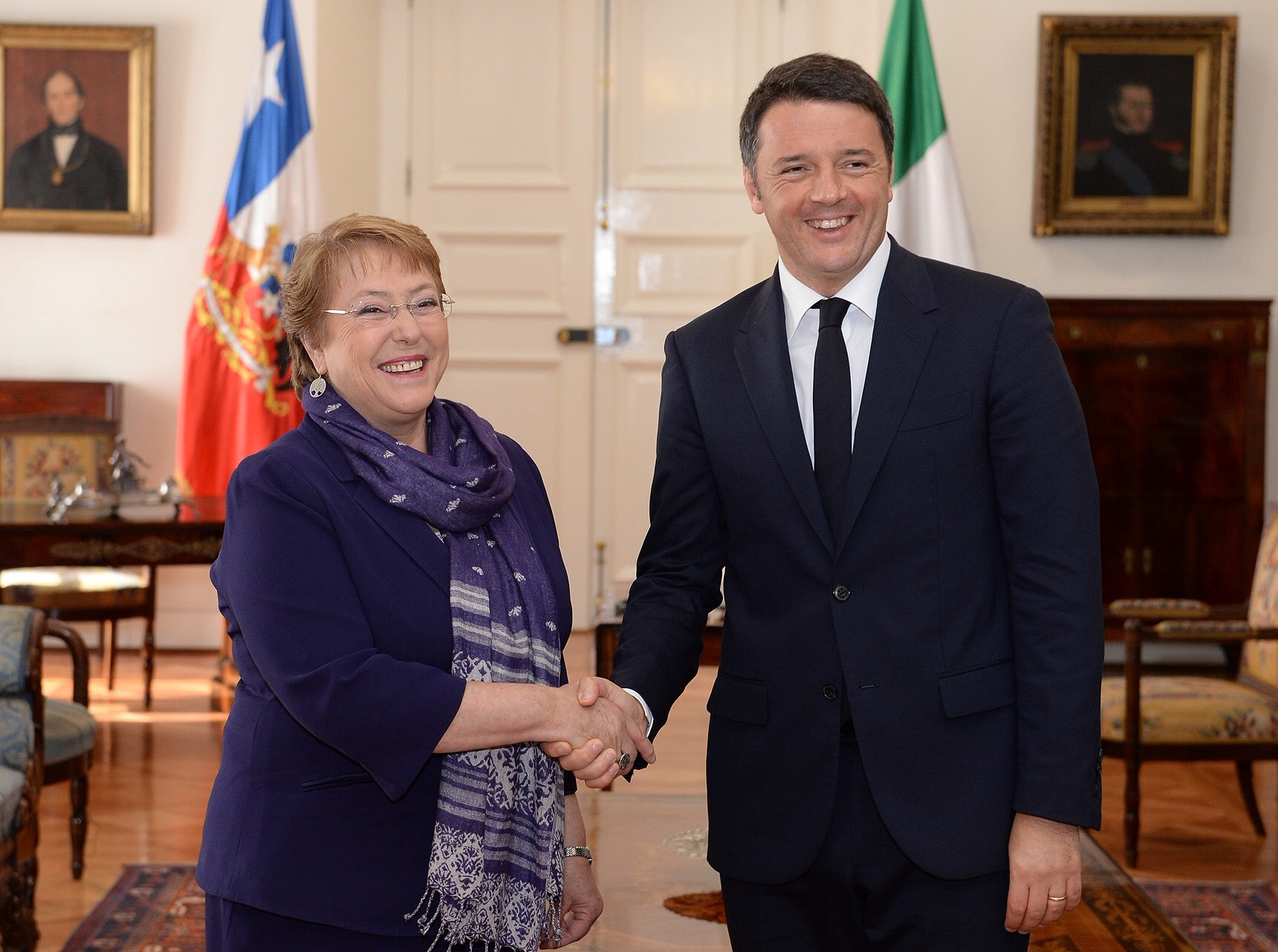
2015年10月23日巴切莱特与意大利总理马泰奥·伦齐会面

2013年在中左派推舉下，再次參選總統。她在第一輪投票獲得約47%選票進入第二輪投票，并在第二轮投票中以62%得票率成功胜出。
2014年3月11日，在智利第二大城市瓦尔帕莱索宣誓就职，出席仪式的有秘鲁、厄瓜多尔、墨西哥、阿根廷、哥伦比亚、乌拉圭和巴西等国家元首或政府代表，含中国国家主席习近平特使、交通运输部部长杨传堂。
2015年2月巴切莱特之子陷入 Caval 出口管理公司貪腐醜聞，在壓力之下，其子辭去所有公職，巴切莱特也因此失去民眾的信賴。

### 联合国人权事务高级专员
2018年8月，联合国提名巴舍萊成为联合国人权事务高级专员。
2018年9月10日，巴切莱特敦促中国允许观察员进入新疆，并对那里的局势表示担忧。她说：“联合国人权组织已经表明维吾尔族和其他穆斯林被拘留在新疆的难民营中，我希望很快就能与中国官员进行讨论。” 中国呼吁巴切莱特尊重其主权。
2018年9月，巴切莱特批评了沙特领导的干预也门行动。她呼吁沙特阿拉伯对那些对也门平民进行空袭的人负责。
2022年5月23日，巴切莱特应中国政府邀请，对中国新疆进行为期六天「不受限的」正式访问，由於疫情原因，其间她在当局的安排下，主要以視訊方式会见了该地区的民间社会成员和政府领导人。离开后她对外赞扬了中国在人权方面的进展。这位前智利总统身為聯合國人權專員在中國人權調查的相關言行表現，受到外媒與相關人权组织的廣泛批判。特別是在她到達中國後，5月24日歐美媒體就聯合揭露了一份「新疆警察文件」（Xinjiang Police Files），這行動讓巴切萊特此趟受邀訪問飽受衝擊，媒體隨後指責為一場中共精心鑄造的大外宣工作。6月13日，她在联合国人权理事会夏季一场会议的开幕式上宣布在8月31日任期结束后将不会谋求连任聯合國人權專員职位，同时宣称她的决定与她造访中国之行面对的批评无关。
巴切莱特最终在8月31日最后任期的10几分钟前，发表了被指责延迟已久的《評估新疆狀況的報告》。报告指出，新疆有嚴重侵犯人權情況，並認為虐待維吾爾族的指控可信。60多个维吾尔组织与国际著名人权组织欢迎报告的公布，但也对该报告在中国的施压下延迟公布的理由表示批评。

## 个人生活
她的前夫是Jorge Leopoldo Dávalos Cartes，兩人已分居及離婚，巴切莱特育有一子两女。除西班牙语外，她还掌握英语、德语、法语和葡萄牙语。她爱好音乐、唱歌和排球运动。

## 流行文化
- 金德永、孫世演《一生一定要認識的女性領袖50人》第11章，台灣：漢湘文化，2015年2月

## 荣誉

### 外国勋章奖章
- 芬兰白玫瑰大十字勋章附颈饰（芬兰，2007年[13]）